# Riserva naturale regionale dell'Isola di Gallinara
La riserva naturale regionale dell'Isola di Gallinara è un'area naturale protetta costituita dall'isola Gallinara e il tratto di costa attorno ad essa, per la quale è prevista l'istituzione di una area marina protetta.

## Provvedimenti istitutivi
Legge regionale Liguria n. 11 del 26 aprile 1989.

## Ambiente
Ha le coste frastagliate e tra queste è situato un porticciolo.
Anche se abitata nel corso dei secoli, l'Isola ha mantenuto un carattere di naturalità particolare. È caratterizzata da un habitat mediterraneo a macchia ad euforbia arborea e la macchia ed il orteto (macchia alta) di leccio (Quercus ilex).
Le falesie della Gallinara sono ornate da chiazze di vegetazione e festoni. Queste sono specie pioniere che crescendo tra le fessure delle rupi mediterranee prossime al mare, collegate alla presenza degli aerosol marini. Nasce spontaneo anche il Crithmum maritimum, meglio conosciuto come finocchio di mare, un'ombrellifera succulenta, alta dai 30 ai 60 cm, con il gambo lignificato alla base e i fiori a calice di colore bianco o giallastro che fioriscono da luglio a settembre. Tra queste piante trovano rifugio gasteropodi, insetti, lucertole, diversi uccelli marini (gabbiani, cormorani..) ed anche altri che vi trovano l'ambiente adatto a nidificare.
L'euforbia arborea è un interessante relitto terziario ed è presente con cespugli alti sino a 2 m, soggetti a estivazione cioè che perdono le foglie periodo estivo. La Gallinara ospita quasi 300 entità floristiche, tra cui una specie endemica della Liguria occidentale, cioè la Campanula del savonese (Campanula sabatia De Not), che si trova sulla costa tra Ventimiglia e Bergeggi; la Campanula è l'unica specie vegetale ligure che è di interesse prioritario per l'Unione europea. Una buona parte degli arbusti della macchia mediterranea sono il Pistacia lentiscus (lentisco), la Spartium junceum (ginestra di Spagna) e la Calicotome spinosa (ginestra spinosa), l'alaterno  (Rhamnus alaternus), il corbezzolo (Arbutus unedo),  il mirto (Myrtus communis), che resiste con facilità alla mancanza di acqua potabile grazie alla presenza, nei tessuti, di oli essenziali capaci di fissare le molecole d'acqua; tuttavia questi oli hanno la peculiarità di essere infiammabili facilmente, rendendo tali piante soggette ad incendi.

### Ecosistema marino
I fondali marini dell'Isola Gallinara sono in buone condizioni grazie alla sua distanza da fonti inquinanti di rilievo e all'assenza di insediamenti umani, si è creata un'alta biodiversità e la presenza di moltissime specie animali e vegetali.
L'ambiente marino è diversificato, con molteplici habitat, da quelli di substrato duro, lungo le scogliere e le falesie, a quelli detritico-sabbiosi e a quelli di praterie di fanerogame marine, come cymodocea nodosa e posedonia oceanica.
La Posidonia, vive solamente nel mediterraneo, non è un'alga ma una pianta superiore con fusto, foglie, fiori, frutti e radici, che grazie a fasi evolutive si è sviluppata e adattata alla vita marina. Si presenta con praterie sottomarine che hanno un ruolo ecologico importantissimo sotto vari aspetti. Costituiscono uno degli ecosistemi più produttivi e più ricchi di biodiversità, esportano biomassa, ossigeno ed energia verso altri ecosistemi, ospitano numerose specie di interesse commerciale, stabilizzano il fondale e proteggono le coste dall'erosione e rappresentano un buon indicatore della qualità delle acque. Per questi motivi esse sono protette da una Direttiva Comunitaria.
Sono presenti le alghe fotofile nei primi metri a partire dalla superficie, queste richiedono buon irraggiamento solare. Sono principalmente alche verdi (Chlorophyceae) e alghe brune (Phaeophyceae). Queste alghe favoriscono il popolamento di diversi organismi, tra i quali crostacei, molluschi, anellidi e pesci. Sotto di queste nascono le alghe sciafile che hanno un habitat di vita con meno luce, tra queste ci sono cloroficee e feoficee, tra queste sono presenti anche specie di alghe rosse (rodoficee). Ancora più in profondità si ha la presenza di popolamenti di coralligeno, caratterizzata da organismi calcarei (animali e vegetali), che si insediano nei substrati rocciosi poco illuminati da una profondità che va dai 25 ai 200 m.Per i vegetali che hanno la peculiarità di fissare il carbonato di calcio sono presenti specie di alghe rosse; tra gli animali più importanti troviamo gorgonie, tra cui le paramuricee, di madreporari e di spugne multicolori.

## Fauna
L'isola è sede di una delle più grandi colonie di nidificazione dei gabbiani reali nel mar Ligure.
Sull'Isola sono presente anche colonie di tartarughe terrestri.